# ФМП (баскетбольный клуб, 1991—2011)
ФМП (серб. KK FMP) — бывший сербский баскетбольный клуб, базировавшийся в Белграде. выступавший в чемпионате Сербии и Адриатической лиге. Клуб дважды выигрывал Лигу ABA, становился трижды обладателем Кубка Радивоя Корача, а также Кубок Союзной Республики Югославии.
В 2011 году ФМП присоединился к клубу «Црвена звезда» и входил в их состав вплоть до 2015 года. В 2015 году профессиональный клуб окончательно перестал существовать.

## История

### Основание, ранние годы, финансовые проблемы
Клуб был основан в 1975 году под названием «ИЛР Железник». В первые годы своего существования клуб выступал в низших лигах чемпионата Белграда. В 1980-е клуб начал прогрессировать и к середине десятилетия выступал в Сербской провинциальной лиге. Однако в клубе накопились финансовые проблемы из-за чего «ИЛР Железник» прекратил своё существование в 1986 году.

### ФМП Железник
Клуб был воссоздан в 1991 году под названием «ФМП Железник», ФМП — аббревиатура от серб. Fabrika metalnih proizvoda (Фабрика металлической продукции), которая стала владельцем клуба. В сезоне 1994/1995 клуб дебютировал во второй по силе лиге Союзной Республики Югославии и сразу же заслужил повышения в классе до Высшей лиги чемпионата. В первом сезоне в Высшей лиге клуб занял 9-е место и сумел избежать вылета. В дальнейшем «ФМП Железник» стал одним из лучших клубов страны, трижды финишировав вторым в лиге (1996/1997, 1997/1998, 2002/2003), выиграв Кубки страны в сезонах 1996/1997 и 2002/2003.

### Успех в Лиге ABA
В 2003 году клуб получил новое спонсорское название «Рефлекс» и сразу же выиграл Лигу ABA сезона 2003/2004 обыграв хорватскую «Цибону» в финале. В сезоне 2004/2005 «Рефлекс» ещё раз выиграл Кубок Радивоя Корача. В 2005 году клуб снова стал называться ФМП. В сезоне 2005/2006 клубу вновь удалось выиграть Лигу ABA обыграв в финале «Партизан». последний свой трофей клуб выиграл в сезоне 2006/2007 в третий раз завоевав Кубок Радивоя Корача. В дальнейшем клуб ещё два раза выходил в финал Кубка Радивоя Корача (сезоны 2009/2010 и 2010/2011) и дважды брал бронзовые медали чемпионата Сербии (2007/2008 и 2010/2011).

### Соглашение с клубом «Црвена звезда»
В августе 2011 года клуб достиг пятилетнего соглашения с клубом «Црвена звезда», после чего клуб использовал название, эмблему и цвета «Црвены звезды» в этот период. Соглашение предусматривало, что все результаты клуба в указанный период (включая трофеи) будут приписаны «Црвене звезде». По истечении этого срока контракт предусматривал, что «Црвена звезда» продолжит работу, а ФМП — нет.
В июле 2015 года «Црвена звезда» начала процесс финансовой консолидации, и соглашение между клубами закончилось на год раньше, чем планировалось изначально. Тем временем клуб «Раднички» сменил своё название на «Раднички ФМП», а затем и на ФМП со штаб-квартирой по адресу, где базировалась «оригинальная» ФМП. Клуб использовал те же цвета команды и только частично измененный логотип, в то время как «оригинальный» ФМП сменил своё название на «ИЛР Железник» и начал выступать только в юниорских чемпионатах.